# Parliament House (Sydney)
Pour les articles homonymes, voir Parliament House.
Parliament House à Sydney est un ensemble de bâtiments abritant le Parlement de la Nouvelle-Galles du Sud, un État de l'Australie. Il est situé sur le côté est de la Macquarie Street à Sydney, capitale de l'État. La façade se compose d'un bâtiment géorgien de deux étages, le plus ancien bâtiment public de la ville de Sydney, flanquée de deux ajouts victoriens contenant les chambres parlementaires. Ces bâtiments sont reliés depuis 1970 à un immeuble de 12 étages situé à l'arrière, et donnant sur The Domain. 

Parliament House, Sydney

## Description
Les entrées principales se situent sur le bâtiment à deux étages avec une véranda à colonnes en avant. Au rez-de-chaussée, il y a deux halls d'entrée. Entre ces deux halls, se trouve la salle  Greenway, qui est utilisée pour de petites réunions. Les salles de l'étage sont utilisées par le Hansard, des services administratifs du Parlement. Au nord de ce bâtiment se trouve la salle de réunion de l'Assemblée législative, la Chambre basse. Le ton dominant de couleurs dans la chambre est le vert, ce qui copie les couleurs de la Chambre des communes britannique. À une extrémité de la chambre se trouve le siège du speaker et devant lui un bureau avec une masse. Les membres du gouvernement siègent sur les deux rangées de sièges à droite du speaker et les députés de l'opposition à gauche. Il y a des galeries pour la presse derrière le speaker. Son secrétariat de séance est sur sa gauche, ses invités en face de lui et le public dans les galeries au-dessus et à droite du speaker. 
À l'extrémité opposée du bâtiment se trouve la salle du conseil législatif. Ici, la couleur est rouge, miroir de la Chambre des lords. Cette chambre a un siège réservé à l'usage de la Reine ou de son représentant, le gouverneur, et un pour le président du conseil. Les deux sièges sont fabriqués en cèdre rouge, le siège du gouverneur en 1856 et celui du président en 1886. La table en face du président a également été faite en 1856 en cèdre rouge. Le mur derrière les deux sièges est occupé par la bibliothèque abritant les comptes rendus du parlement. La chambre est également décorée de sept bustes, quatre des premiers présidents du Conseil en robe de cérémonie et trois d'autres anciens membres éminents en toge romaine. Comme pour la Chambre basse, les membres du gouvernement siègent à droite du président et les membres de l'opposition à gauche.